# Порхавки
Порхавки або дощовики — народна назва багатьох видів грибів з групи гастероміцетів (види родів Lycoperdon, Calvatia, Bovista). Плодові тіла надземні, замкнуті, часто кулясті. Відомо близько 100 видів, а за іншими джерелами, понад 500. Ростуть на пасовищах, узліссях тощо. Найпоширеніші в Україні такі порхавки як: Порхавка гігантська (Calvatia gigantea), Дощовик їстівний (L. gemmatum), Bovista nigrescens, Calvatia caelata, Порхавка грушеподібна та ін. Деякі порхавки до утворення спор їстівні.